# 国际船级社协会
国际船级社协会 (英語：International Association of Classification Societies；简称或缩写IACS)是于1968年9月11日在德国汉堡市成立。
截至2023年6月，其成员船级社包括了世界上的十二大海事船级社。全球约百分之九十的货运船舶吨位的船舶已被这12个船级社成员的船级规范的分类标准所覆盖。

## 歷史
国际船级社协会的历史可追溯到1930年的国际载重线公约。该公约建议争取船级社之间的合作至"尽可能基于一致的规范标准在干舷勘定的强度应用... "。
继国际载重线公约成立後，1939年意大利船级协会主办了第一次的会议，出席成员包括了美国船级社(ABS)、法国船级社(BV)、 挪威船級社(DNV)、 德国劳氏船级社(GL)、英国劳氏船级社(LR) 和 日本海事协会(NK)，一致同意在协会之间进一步开展合作。

## 目的
国际船级社协会是个非政府组织。
船级社协会致力于联合各船级社利用技术支持、检测证明和开发研究透过海事安全与海事规范维护与追求全球船舶安全与海洋环境清洁。全球超过百分之九十货物运载的船舶吨位总量是由十个成员船级社及一个意向船级社所设计、建造和通过符合国际船级社协会所定的标准与海事规范审核认证要求的船舶运载。

## 国际船级社协会的成員及加入时间
共计12个：
- 美国船级社 ABS American Bureau of Shipping 创始成员
- 法国驗船協會 BV Bureau Veritas 创始成员
- 中国船级社 CCS China Classification Society 1988年
- 挪威船级社 DNV GL Det Norske Veritas Germanischer Lloyd(由兩创始成员DNV(挪威船级社)與GL(德国劳氏船级社)於2013年9月合併)
- 韩国船级社 KR Korean Register of Shipping 1990年
- 英国劳氏船级社 LR Lloyd's Register 创始成员
- 日本海事协会 NK Nippon Kaiji Kyokai (ClassNK) 创始成员
- 意大利船級学会 RINA Registro Italiano Navale 创始成员
- 波兰船級社 PRS Polski Rejester Statkow 2010年
- 印度船級社（英语：印度船級社） IRS Indian Register of Shipping 2010年
- 克罗地亚船舶登记局 CRS Croation Register of Shipping (Croatian: Hrvatski registar brodova) 2010年
- 土耳其船级社 Türk Loydu 2023年

2022年俄乌局势影响，俄罗斯船级社被暂时撤销了会员资格。
- 俄罗斯船级社 RS Russian Maritime Register of Shipping 创始成员 (IACS理事会于2022年3月11日通过决议，撤销俄罗斯船级社的会员资格)

据IACS表示，IACS理事会一直在不断审查制裁格局，以确保其完全符合所有法律要求。该协会就目前形势进行了评估，并在收到外部法律咨询意见后，IACS 理事会当日同意，俄罗斯海洋船舶注册局(RMRS)不再继续保留 IACS 的成员位置。因此，根据其宪章的条款，要求75% 或更多的成员同意，IACS 理事会因此通过了一项决议，俄罗斯海事登记册的船舶 IACS 的成员资格被撤销，且立即生效。IACS 对导致作出这一决定的情况深表遗憾，并希望乌克兰境内的敌对行动将尽快停止，该区域将恢复和平。
俄罗斯船级社对此决定进行了抗议。